# Квазіпраліс Зеленського лісництва
Квазіпраліс Зеленського лісництва — пралісова пам'ятка природи місцевого значення. Об'єкт розташований на території Верховинського району Івано-Франківської області, ДП «Верховинське лісове господарство», Зеленське лісництво, квартал 22, виділ 26, 27, 30, 31.
Площа — 24 га, статус отриманий у 2020 році.